# João Almeida
João Almeida, född 5 augusti 1998 i Caldas da Rainha, är en portugisisk professionell landsvägscyklist.

## Karriär
Almeida har cyklat professionellt sedan 2017, och tävlar för UAE Team Emirates. Bland hans meriter kan nämnas en etappvinst i Giro d'Italia år 2023, och vinsten i ungdomstävling i samma etapplopp. 2021 vann han Polen runt.